# Fliegenklatsche

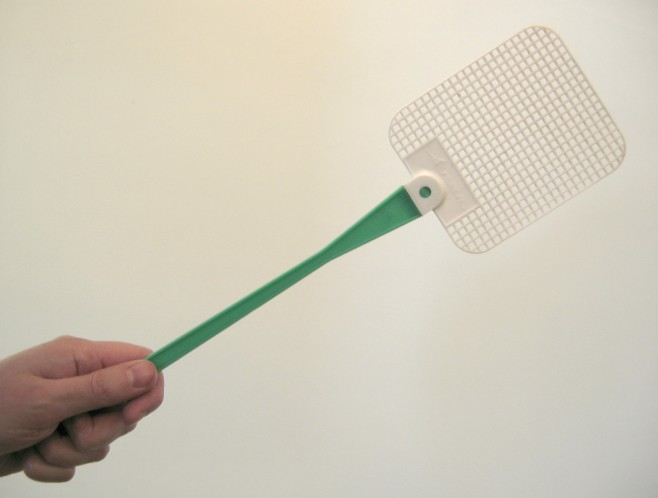
Handelsübliche Fliegenklatsche aus Kunststoff

Die Fliegenklatsche (österr.  Fliegenpracker, ostösterr. Fliegenpatsche, bairisch Fliegenpatscher/Fliangbatscha oder Fliangduscher, fränkisch Muggnbadscher, badisch Muggedatscher/Muggebatscher, pfälzisch, saarländisch Miggeblädsch) wird verwendet, um insbesondere Fluginsekten durch einen Schlag zu töten. Vorteilhaft ist ihre kostengünstige und giftfreie Wirkung.

## Technische Entwicklung
Erste Konstruktionen aus Kunststoff wurden bereits 1953 vom Stuttgarter Erfinder Erich Schumm zum Patent (CH 324403A) angemeldet, sie entsprechen der noch heute üblichen Form. Trotz der einfachen Konstruktion forderte die Fliegenklatsche bis in die Gegenwart die Erfinder heraus. Als nachteilig wurde immer wieder empfunden, dass die Insekten beim Streich mit der Fliegenklatsche meist zerdrückt wurden und ihre Körperflüssigkeiten saugfähige Untergründe, wie z. B. Tapeten, nachhaltig verunreinigten. So folgten Entwicklungen, bei denen das Insekt zwar gedrückt wurde, die Elastizität der Klatsche aber ein Ausbluten des Insekts vermied (beispielsweise Patent DE 20 2004 015 770). Andere Entwicklungen betrafen die Größe der Fliegenklatsche. So hat ein Erfinder eine besonders kompakte Form entwickelt (Beispiel Patent DE 29812166), mit der Insekten auch in verwinkelten Verstecken getroffen werden können.
Eine neuere Entwicklung ist die Klatsche mit zwei Flächen, die aufeinandertreffen. Über zwei Griffe, ähnlich wie bei einer Schere, werden die Flächen aufeinander zubewegt. Durch diese Bewegung sollen Fliegen, die auf einer Fläche sitzen, zum Abfliegen im Senkrechtstart motiviert werden, um dann erwischt zu werden.
Des Weiteren wurden elektrische Fliegenklatschen entwickelt, bei der Insekten bei Berührung durch einen elektrischen Schlag getötet werden.

## Patente, Gebrauchsmuster und Warenzeichen

Bild aus der Offenlegungsschrift Patent CH 324403A

Die folgenden amtlichen Veröffentlichungen können auf dem Server des Deutschen Patent- und Markenamtes recherchiert werden:
- Patent DE 370046A Fliegenklatsche: Gewehrartige Fliegenklatsche aus dem Jahre 1922 von Markus Heidbreder
- Patent CH 324403A: Fliegenklatsche von Erich Schumm, 1954 in der Schweiz, davor 1953 in Deutschland angemeldet. Das Patent beschreibt die heute noch gebräuchlichste Form der Fliegenklatsche.
- Patent DE 29812166: Fliegenklatsche von Bodo Maier, 1998 angemeldet. Das Patent beschreibt eine sehr kurze Fliegenklatsche, die auch an engen Stellen gegen Insekten eingesetzt werden können soll.
- Gebrauchsmuster DE 20 2004 015 770: Fliegenklatsche von Georg Draser, 2004 angemeldet. Das Patent beschreibt eine Fliegenklatsche, die das Insekt nicht zerdrückt.
- Patent DE 29608460: Griffteil für eine Fliegenklatsche sowie Fliegenklatsche mit diesem Griffteil von Slavko Schön, 1996 angemeldet. Modifizierte Klatsche, welche die Berührungen der verstorbenen Insekten im Rahmen ihrer Entsorgung vermeiden soll.
- Gebrauchsmuster DE 20309630: Fliegenklatsche mit auswechselbarem luftdurchlässigen Klebenetz von Mariusz Nawrocki und Viktor Solokow, angemeldet 2003. Klebstoff auf der Fliegenklatsche soll die Insekten fangen, statt sie zu töten.

## Sonstiges
Im Märchen Das tapfere Schneiderlein tötet ein armer Schneider mit einem Tuchlappen sieben Fliegen, die sich auf seinem Mus niedergelassen haben.